# آنوشکا دلون
آنوشکا دلون (انگلیسی: Anouchka Delon؛ زادهٔ ۲۵ نوامبر ۱۹۹۰) بازیگر اهل فرانسه است. وی فرزند بازیگر سرشناس فرانسوی، آلن دلون می‌باشد.
دلون دختر آلن دلون و روزالی ون بریمن است. او یک برادر کوچکتر به نام آلن-فابین دلون و یک برادر ناتنی بزرگتر به نام آنتونی دلون دارد که حاصل ازدواجش با بازیگر و مدل، ناتالی دلون، است. او مبتلا به هتروکرومی است، یعنی یک چشم قهوه‌ای و یک چشم آبی دارد. در سال ۲۰۰۸، او در مراسمی در پاریس به جامعه هنری معرفی شد.
دلون در سن ۱۲ سالگی در کنار پدرش در فیلم تلویزیونی «شیر» که اقتباسی از رمان جوزف کسل بود، ظاهر شد. از سال ۲۰۰۷ تا ۲۰۱۰، او در مدرسه کورس سیمون در پاریس آموزش دید. در سال ۲۰۱۱، او به همراه پدرش روی صحنه در تئاتر بوف-پاریزین اجرا داشت. در سال ۲۰۱۵، دلون در نمایش تلویزیونی «فورت بویارد» شرکت کرد.